# Feyse Tadese
Pour les articles homonymes, voir Tadese et Boru.
Feyse Tadese Boru (née le 19 novembre 1988) est une athlète éthiopienne, spécialiste des courses de fond.

## Biographie
En octobre 2012, à Kavarna, en Bulgarie, Feyse Tadese se classe deuxième de la course individuelle des championnats du monde de semi-marathon, derrière sa compatriote Meseret Hailu et devant la Kényane Paskalia Chepkorir Kipkoech, et s'adjuge par ailleurs le titre mondial par équipes aux côtés de ses coéquipières éthiopiennes. 
En avril 2013, elle remporte le marathon de Paris en établissant un nouveau record de l'épreuve en 2 h 21 min 6 s.

### Palmarès
| Date | Compétition                            | Lieu      | Résultat | Épreuve             |
| ---- | -------------------------------------- | --------- | -------- | ------------------- |
| 2010 | Championnats du monde de cross-country | Bydgoszcz | 7e       | Course individuelle |
| 2010 | Championnats du monde de cross-country | Bydgoszcz | 2e       | Par équipes         |
| 2010 | Championnats du monde de semi-marathon | Nanning   | 4e       | Course individuelle |
| 2010 | Championnats du monde de semi-marathon | Nanning   | 2e       | Par équipes         |
| 2012 | Championnats du monde de semi-marathon | Kavarna   | 2e       | Course individuelle |
| 2012 | Championnats du monde de semi-marathon | Kavarna   | 1re      | Par équipes         |

### Records
| Épreuve       | Performance     | Lieu           | Date              |
| ------------- | --------------- | -------------- | ----------------- |
| Semi-marathon | 1 h 8 min 35 s  | Ras el Khaïmah | 15 février 2013   |
| Marathon      | 2 h 20 min 27 s | Berlin         | 28 septembre 2014 |